# Feliks Giecewicz

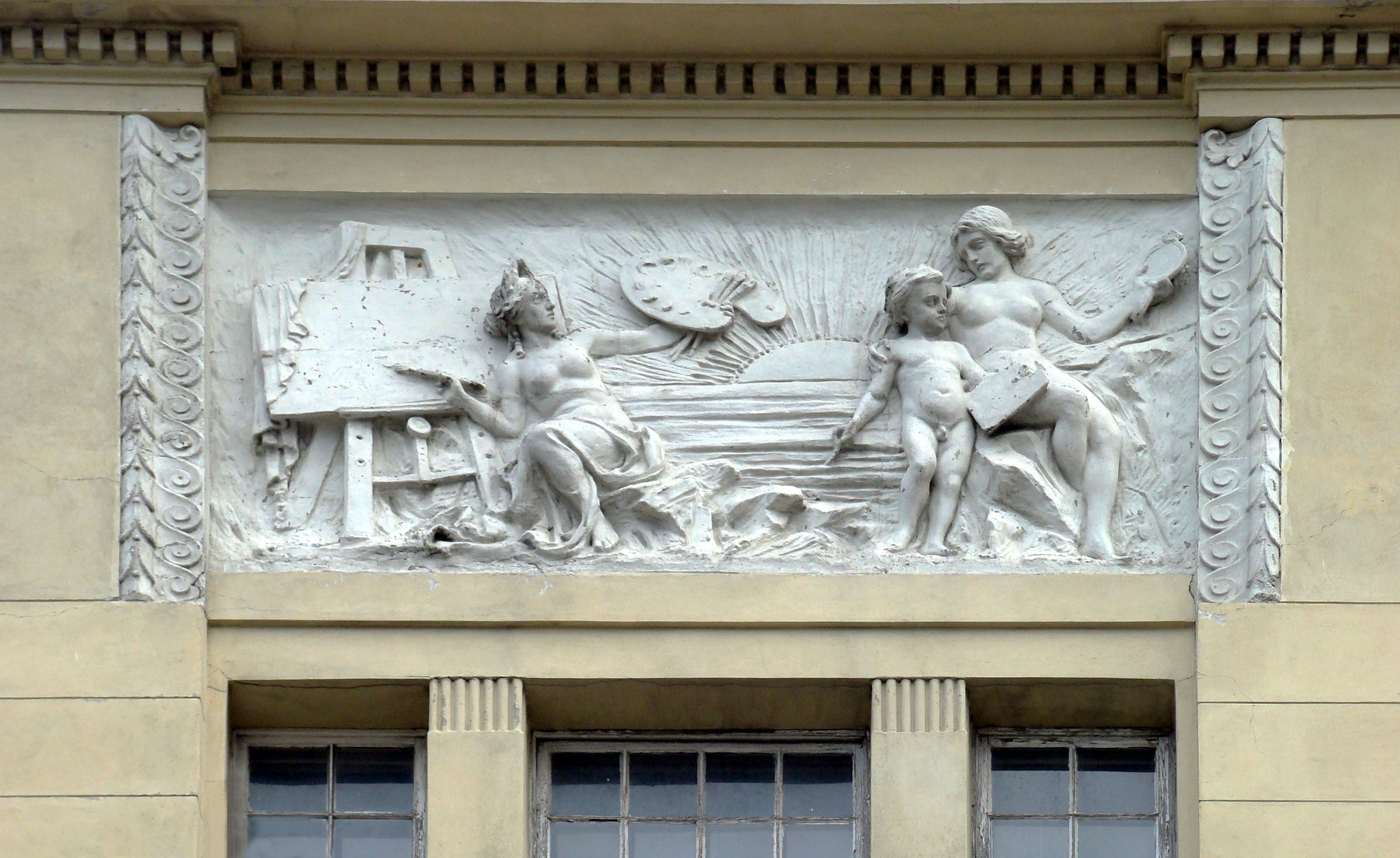
Płaskorzeźba na fasadzie kamienicy Ludwika Panczakiewicza przy ul. Marszałkowskiej 6 w Warszawie

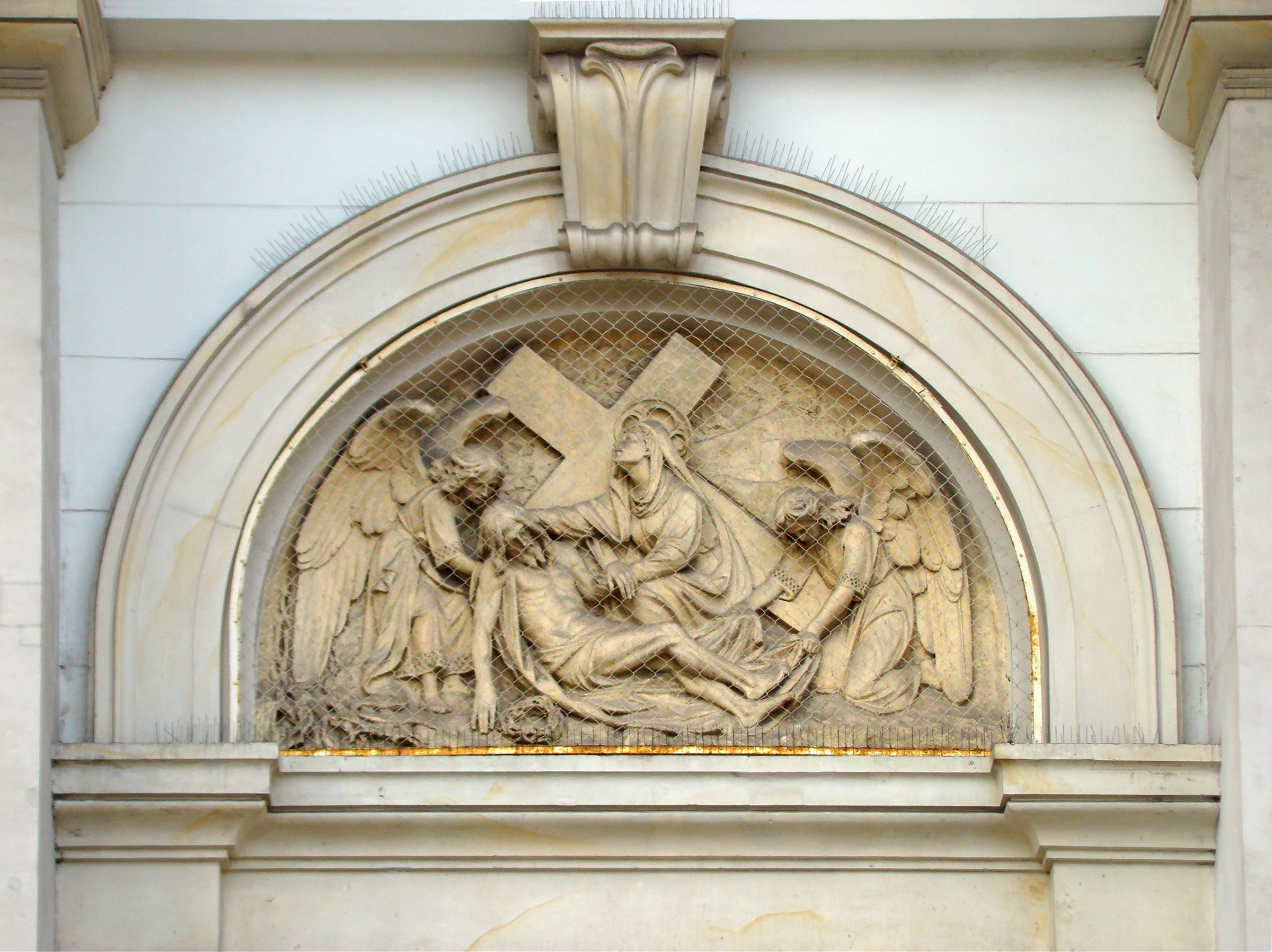
Zdjęcie z krzyża – płaskorzeźba nad wejściem do kościoła Zbawiciela w Warszawie

Feliks Giecewicz (ur. 25 maja 1874 w Warszawie, zm. 1942) – polski rzeźbiarz i kamieniarz.
Uczył się rzeźbiarstwa prywatnie u Ludwika Pyrowicza na początku lat 90. XIX w..
Współpracował z architektami warszawskimi: Stefanem Szyllerem, Józefem Piusem Dziekońskim i Ludwikiem Panczakiewiczem.
Był nauczycielem rzeźby w Państwowej Szkole Przemysłu Artystycznego w Bydgoszczy w latach 1920 - 1923, a później w bydgoskiej Szkole Przemysłowej, gdzie wykładał do 1926.

## Dzieła
- Pomnik nagrobny Adama Münchheimera na cmentarzu Powązkowskim w Warszawie (1908)[4]
- Posągi świętych Piotra i Pawła oraz płaskorzeźba „Zdjęcie z krzyża” (1913) w kościele Zbawiciela w Warszawie
- Posąg Madonny (1910) w narożniku kamienicy przy ul. Ząbkowskiej 54 w Warszawie
- Figury Wita Stwosza i Matki Boskiej (1906) na fasadzie nieistniejącej już kamienicy Juliana Wabia-Wapińskiego przy Krakowskim Przedmieściu 19.
- Płaskorzeźby (1911–1912) na fasadzie kamienicy przy ul. Marszałkowskiej 6 projektowanej przez architekta Ludwika Panczakiewicza.
- Grobowiec rodziny Weiglów na cmentarzu ewangelicko-augsburskim w Warszawie przy ul. Młynarskiej (aleja 1, nr 27).
- Grobowiec lekarza i komandora Floriana Hłaski (1923) na cmentarzu katolickim "starym" w Tczewie[5].
- Grobowiec motocyklisty Emila Schweitzera (1935) na cmentarzu ewangelicko-augsburskim w Warszawie[6]

Te grobowce znajdują się obok siebie przy murze cmentarnym od strony ulicy Młynarskiej.
Ponadto, w roku 1925, wraz z łódzkim rzeźbiarzem Zygmuntem Kowalewskim, wykonał pięć dużych rzeźb Atlantów na fasadzie Gmachu Pocztowej Kasy Oszczędności w Łodzi przy ul. G. Narutowicza 45.
Wczesne dzieła Giecewicza mieściły się w stylistyce akademizmu drugiej połowy XIX wieku. Dotyczy to m.in. płaskorzeźb na fasadzie kamienicy przy ul. Marszałkowskiej 6 i rzeźb w kościele Zbawiciela. Ale już grobowiec rodziny Weigle wykazuje cechy wczesnego modernizmu, a grobowiec Emila Schweitzera sztuki lat trzydziestych. Natomiast secesja dominująca w latach 1900–1910 nie pozostawiła śladów w dziełach Giecewicza.

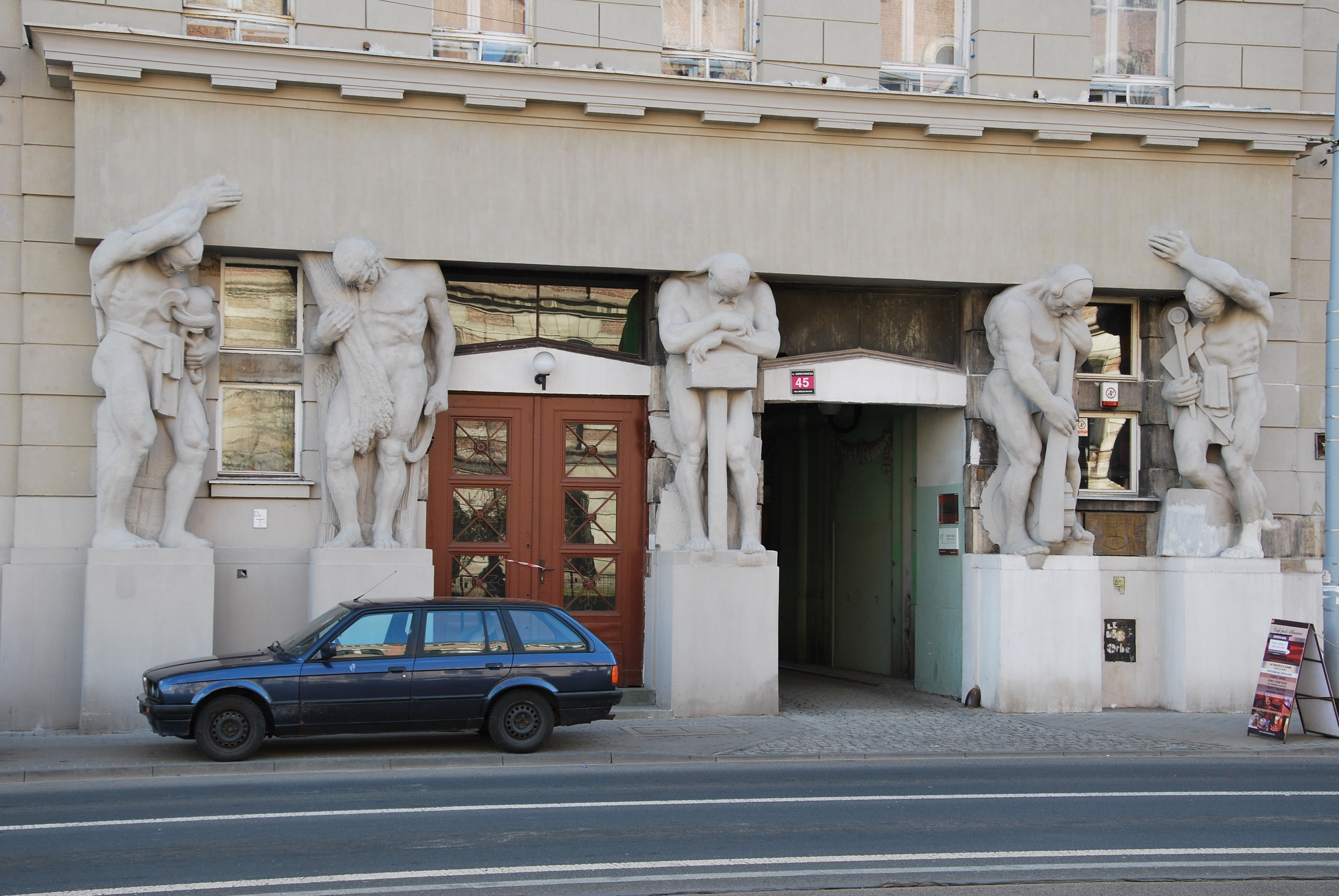
Atlanci na fasadzie kamienicy przy ul. G. Narutowicza 45 w Łodzi; współautorstwa F. Giecewicza
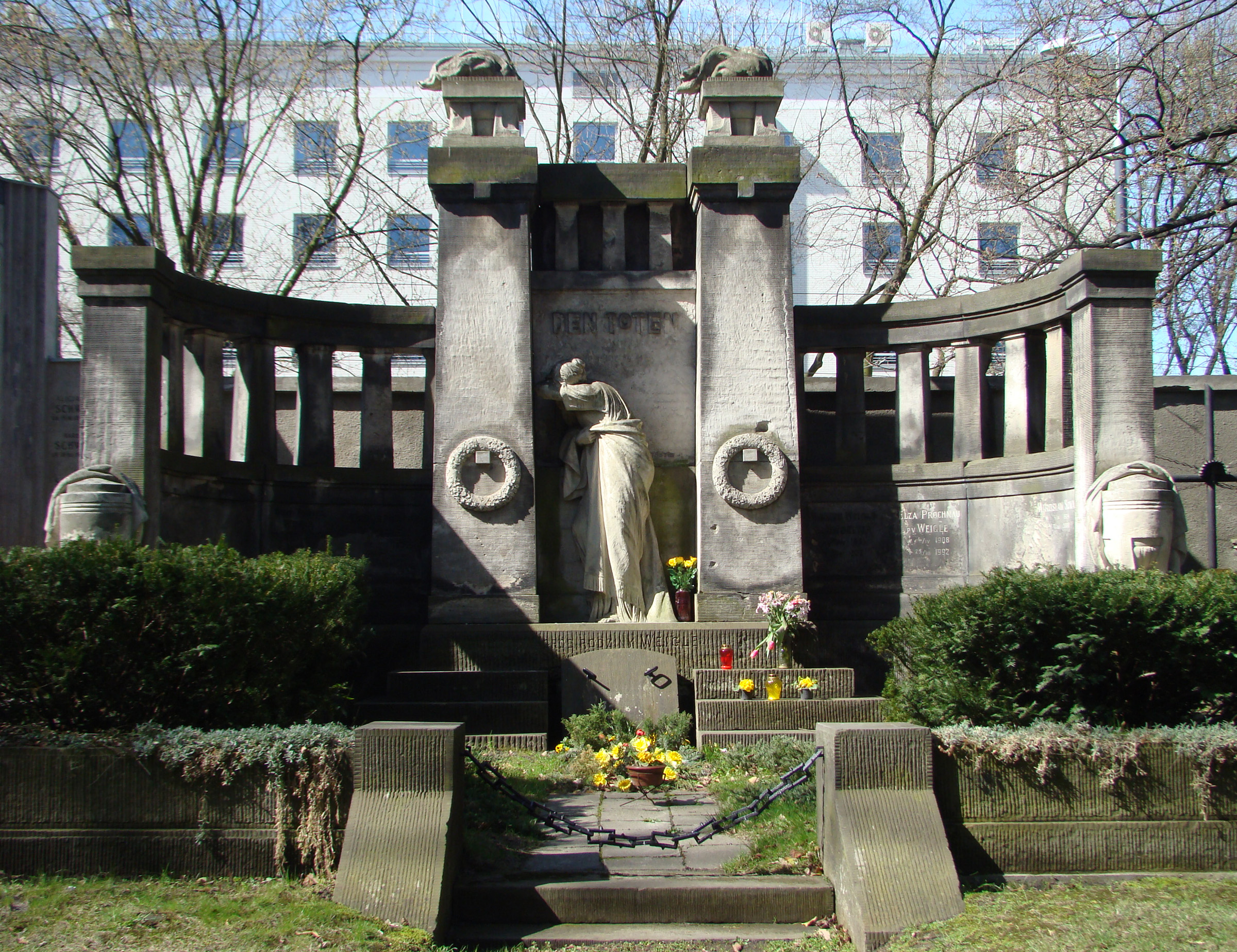
Grobowiec rodziny Weigle (1911-1912)
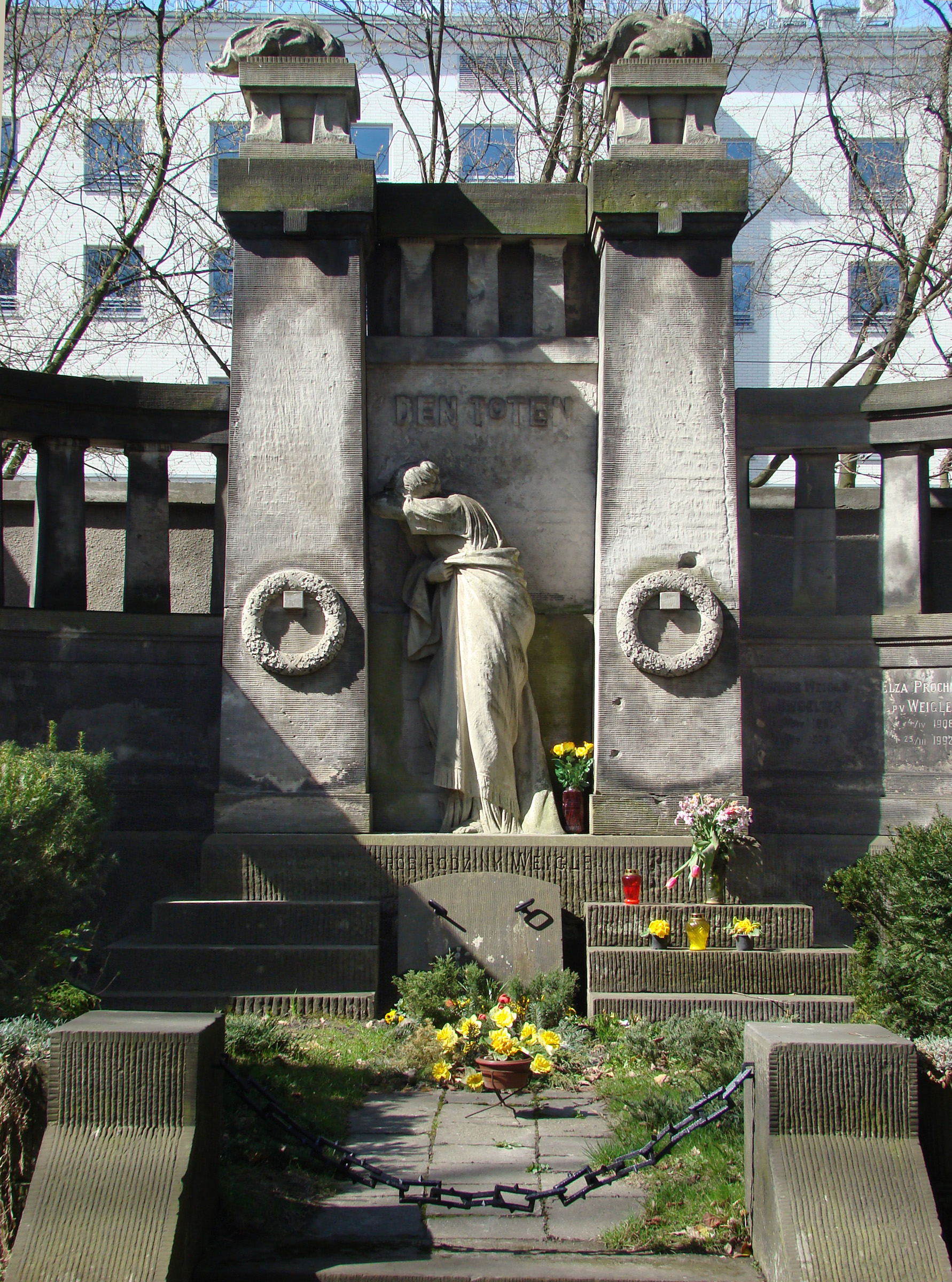
Grobowiec rodziny Weigle (1911-1912)
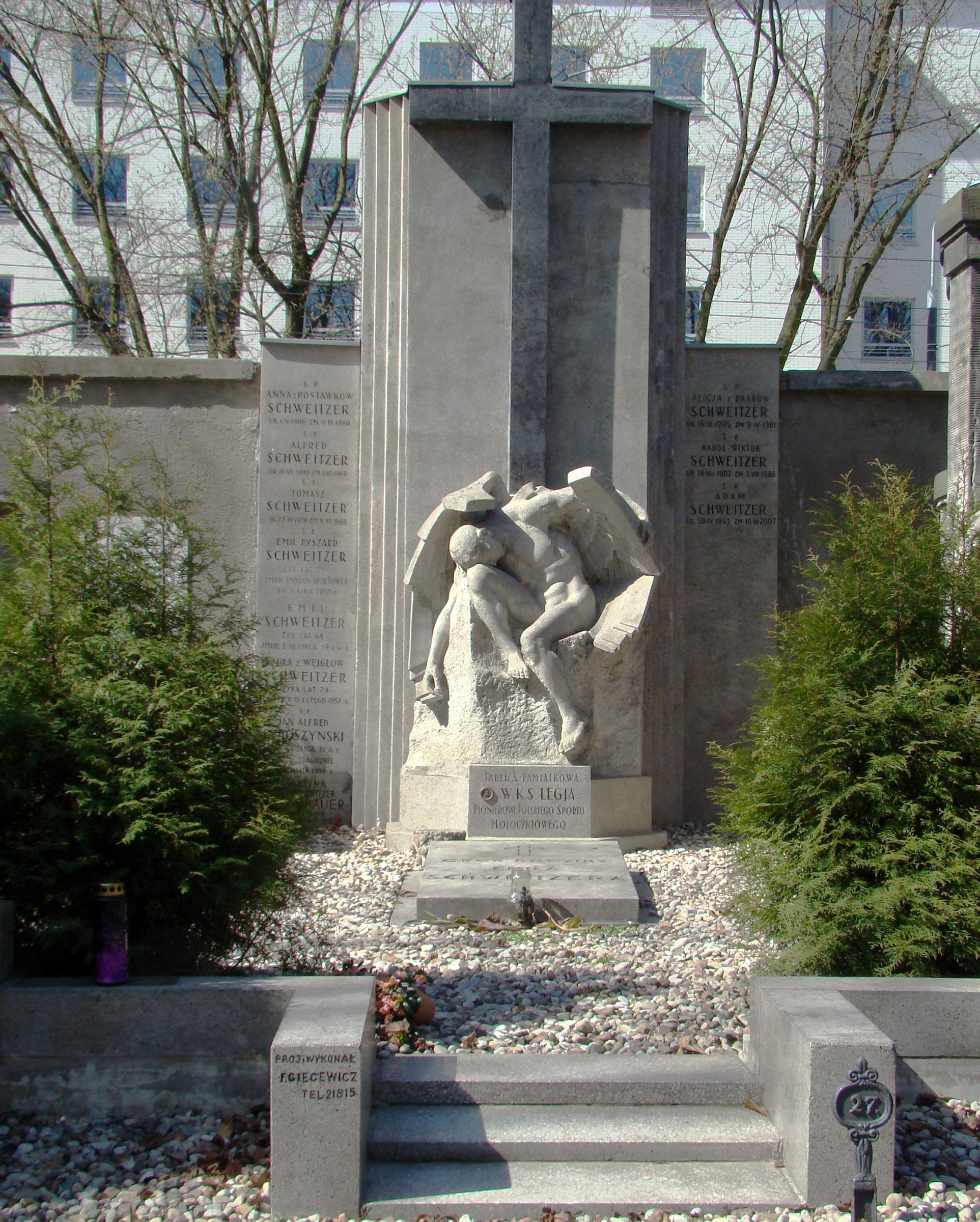
Grobowiec Emila Schweitzera (1935)
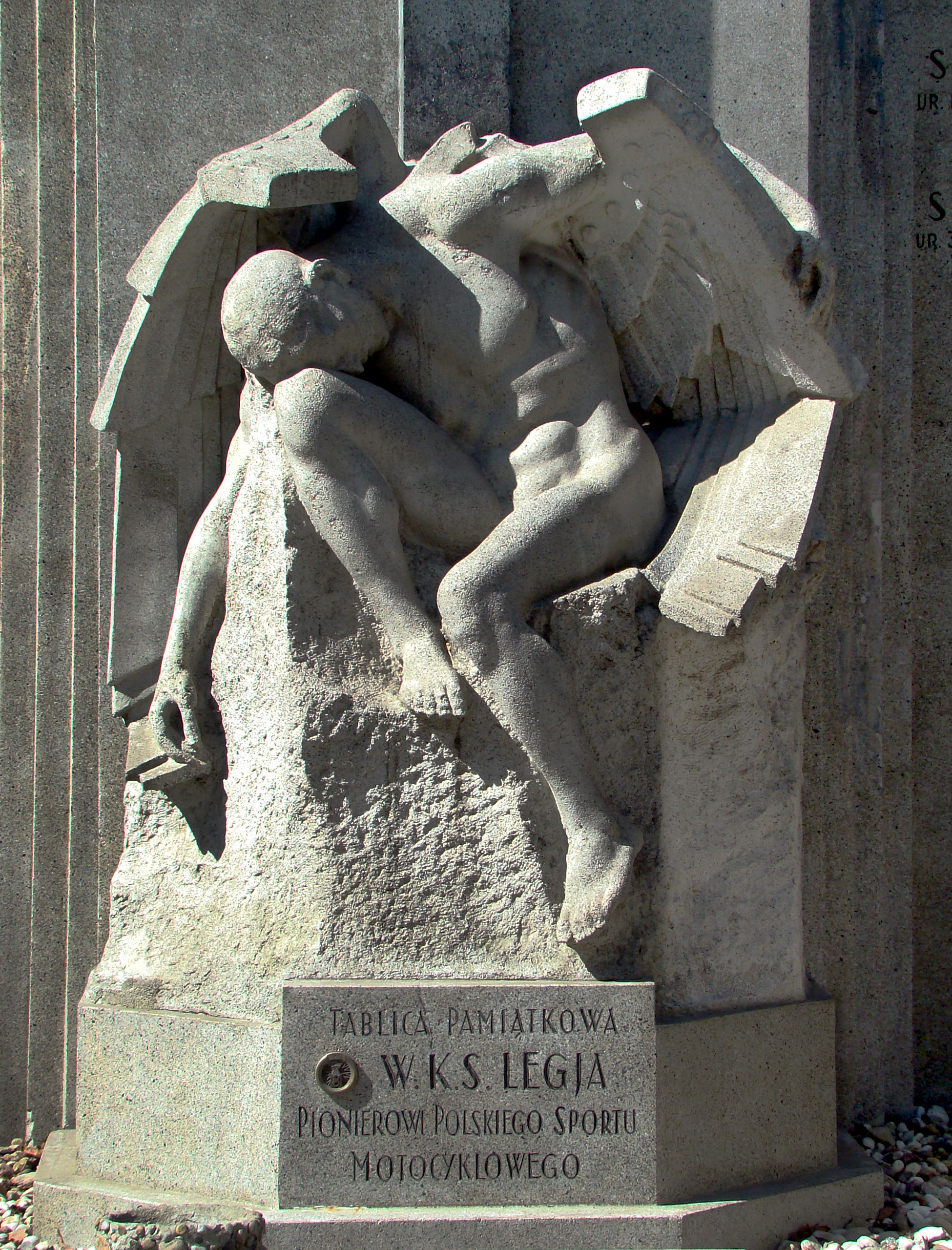
Grobowiec Emila Schweitzera (1935)